# Лекекеле
Лекекеле (груз. ლეკეკელე) — село в Грузии, на территории Мартвильского муниципалитета края (мхаре) Самегрело-Верхняя Сванетия.

## География
Село находится в западной части Грузии, на левом берегу реки Абаши, на расстоянии приблизительно 10 километров к юго-западу от города Мартвили, административного центра муниципалитета. Абсолютная высота — 84 метра над уровнем моря.

## Население
По результатам официальной переписи населения 2014 года в Лекекеле проживало 269 человек (128 мужчин и 141 женщина). В национальной структуре населения грузины составляли 99,6 %.
| Год  | Население, человек |
| ---- | ------------------ |
| 2002 | 603                |
| 2014 | ↘ 269              |